# Loukoléla (district)
Pour les articles homonymes, voir Loukoléla (homonymie).
Loukoléla est un district du département de la Cuvette en République du Congo.